# 蝶野照正
蝶野 照正 （ちょうの てるまさ、1929年（昭和4年）1月8日 - 1994年（平成6年））は、日本の実業家。
山陽国策パルプ（現：日本製紙）元専務取締役。山陽国策産業（現：日本製紙総合開発）元社長。

## 経歴
愛媛県新居浜市出身。蝶野勝四郎・ヒロの次男に生まれる。1952年（昭和27年）九州大学農学部林学科を卒業し、同年4月山陽パルプ（現：日本製紙）に入社。1972年（昭和47年）3月31日に山陽パルプと国策パルプ工業が合併し、山陽国策パルプ発足後、1981年（昭和56年）6月取締役に就任。
1985年（昭和60年）常務、1989年（平成元年）6月専務を経て、1991年（平成3年）6月退任。山陽国策パルプ（現：日本製紙総合開発）に就任した。

## 人物
趣味はゴルフ、読書、ハイキング。宗教は真言宗。
次男はプロレスラーの蝶野正洋。
毎年、元日のサッカー天皇杯決勝戦を国立競技場で観戦するのが蝶野家の正月行事だった。
次男の蝶野正洋は、「（父・照正の）社葬で会社の人から、スポーツ新聞を机に置いておくと読んで喜んでいたと聞いた。」と語っている。